# Zygmunt Bromberg-Bytkowski
Zygmunt Izydor Bromberg-Bytkowski (hebr. זיגמונד ברומברג-ביטקובסקי, ur. w 1866 w Stryju, zm. 13 lutego 1923 w Łodzi) – działacz syjonistyczny, pedagog, literat.

## Życiorys
Urodził się w Stryju, następnie uczęszczał do gimnazjum w Tarnowie, gdzie założył z Abrahamem Salzem i Edwardem Schwagerem koło syjonistyczne „Bar Kochba”. W późniejszym okresie studiował prawo na Uniwersytecie Wiedeńskim. W 1897 r. był delegatem na I Światowym Kongresie Syjonistycznym w Bazylei. Będąc przedstawicielem stowarzyszenia Ahawat Syjon kupił działkę od barona Rothschilda w Galilei, w latach 1898–1901 był administratorem oraz przywódcą kolonii Machanajim dla Żydów z zaboru austriackiego. W 1902 r. powrócił do Galicji, by ukończyć filozofię na Uniwersytecie Lwowskim. W 1908 r. został nauczycielem II Gimnazjum we Lwowie. W latach 1917–1923 mieszkał w Łodzi, gdzie pracował jako dyrektor Gimnazjum Żeńskiego Towarzystwa Żydowskich Szkół Średnich w Łodzi, przy ul. Piramowicza 6. W Łodzi jego działalność nie ograniczała się jedynie do pracy w gimnazjum. Bromberg-Bytkowski zajmował się w niej również propagowaniem syjonizmu – był redaktorem syjonistycznego miesięcznika „Tel Awiw” wydawanym przez Towarzystwo Haibri Hacair, członkiem zarządu Stowarzyszenia Wzajemnej Pomocy Nauczycieli Żydów, należał do partii Hitachdut, której był jednym z założycieli, a także był prezesem Żydowskiego Towarzystwa Literacko-Muzycznego „Hazomir”. W 1919 r. bez powodzenia kandydował do Sejmu Ustawodawczego.
Spoczywa na nowym cmentarzu żydowskim przy ul. Brackiej w Łodzi.

## Publikacje
Od okresu gimnazjum Bromberg-Bytkowski pisał wiersze, zajmował się analizą literatury i tłumaczeniami. W późniejszym okresie publikował w prasie polskiej, polsko-żydowskiej oraz niemieckiej. m.in. w czasopismach: „Życie”, „Chimera”, „Dziennik Krakowski”, „Rocznik Żydowski”, „Bohemia”, „Der Jude”, „Beiträge zur Ästhetik”. Był również autorem prac w języku polskim, takich jak dramat Ines de Castro (Lwów 1906), oraz rozprawa O monologu w dramacie (Lwów 1909). Ponadto był autorem tłumaczeń m.in. dzieł Gottholda Ephraima Lessinga oraz Maurice’a Maeterlincka. Przełożył też na język polski wydaną w 1924 r. Pieśń nad Pieśniami z ilustracjami autorstwa Artura Szyka.